# Ronde van Libië
De Ronde van Libië is een wielerwedstrijd in Libië. De wedstrijd werd opgericht in 2007. De wedstrijd maakt deel uit van de UCI Africa Tour.

## Podiumplaatsen
| Jaar | Eerste             | Tweede       | Derde           |
| ---- | ------------------ | ------------ | --------------- |
| 2007 | Ahmed Mohammed Ali | Omar Hasanin | Hassan Ben Nasr |
| 2008 | Omar Hasanein      | Roman Bronis | Pavol Polievka  |
| 2009 | niet verreden      |              |                 |
| 2010 | Ahmed Belgasem     | Meran Rusam  | Driss Hnini     |
| 2011 | niet verreden      |              |                 |
| 2012 | niet verreden      |              |                 |

### Overwinningen per land
| Overwinningen | Land  |
| ------------- | ----- |
| 2             | Libië |
| 1             | Syrië |